# Párkányi Raab Péter
Párkányi Raab Péter  (Balassagyarmat, 1967. szeptember 6. –) Kossuth-díjas magyar szobrász.

## Életpályája
1987-ben kezdte el tanulmányait a Magyar Képzőművészeti Főiskolán, ahol mesterei Kiss István és Jovánovics György voltak. 1992-ben diplomát, három évvel később pedig mesterdiplomát szerzett a Magyar Képzőművészeti Egyetemen.
A kilencvenes években kibomló, elsősorban monumentális alkotásokban ölt testet munkássága. Párkányi Raab Péter szobor-termése a műnemeket vizsgálva viszonylag egységesnek minősíthető: tradicionális jellegű kisplasztikákat, egy-egy kiállítási közegben, kiállítótermi, belső térben megszólaló kompozíciót, és néhány, az állandóság igényével elhelyezett, megbízásra készített, monumentális alkotást vehetünk számba e művész munkásságát áttekintve. Egységes, jól áttekinthető a kép akkor is, ha az anyagválasztás, az anyagmegmunkálás, a technika felől közeledünk a fiatal szobrász együtteséhez. Kőből és fából faragott, valamint bronzból öntött, és gyakran többféle anyagot – általában követ és bronzot –, és megmunkálásmódot alkalmazó-ötvöző művek sorakoznak termésében egymás mellett. Hat darab egész alakos portrészobrot készített 2002-ben az Új Nemzeti Színház szoborparkjában.
Jelenleg Budakeszin él.

### Róla szóló filmek
- Rítus, TV2, 1995. (Rendező: Sopsits Árpád)
- Szobrok az éjszakában, Duna Televízió, 1999. (Rendező: Sopsits Árpád)
- A drótos tót és az utolsó mohikán, Duna Televízió, 2010. (Rendező: Kontra Mária)

## Köztéri alkotásai
- Via Lucis, Örömút-szoborcsoport (Péliföldszentkereszt, 2022)
- A német megszállás áldozatainak emlékműve (Budapest, 2014)
- Solti György emlékműve a Zeneakadémiánál (Budapest, 2013)
- Bánffy Miklós (bronz, kő, Sopron, 2013)
- Vízöntő-díszkút (Pápa, 2013)
- Diakonissza (Budapest, 2012)
- Mindszenty József (Budapest, 2012)
- Testvérvárosok kútja (Nagykanizsa, 2012)
- Pecázó fiú pulikutyával (Szombathely, 2010)
- Trianon Emlékmű, Kaposvár, Berzsenyi park (márvány, mészkő, 2010)
- Wass Albert emlékmű (Mátészalka, 2009)
- Bessenyei Ferenc (bronz, Budapest, 2008)
- Asklepios és Hügieia (SOTE, Magyarország (kő, 2007)
- Ister-kút (Esztergom, 2007)
- Mindszenty József dombormű (bronz, Balassagyarmat, 2006)
- Balassi Bálint (bronz, kő, Balassagyarmat, 2004)
- Mauks Ilona (bronz, kő, Mohora, 2003)
- Civitas Fortissima (bronz, kő, Balassagyarmat, 2002)
- Szent-Györgyi Albert (bronz, kő, 2002, Terény, 2002)
- Kilenc Múzsa (kő, bronz, Új Nemzeti Színház Főhomlokzata, 2002)
- Básti Lajos (bronz, kő, 2002)
- Lukács Margit (bronz, kő, 2002)
- Gobbi Hilda (bronz, kő, 2002)
- Latabár Kálmán (bronz, kő, 2002)
- Timár József (bronz, kő, 2002)
- Soós Imre (bronz, kő, 2002)
- Realista álmok (bronz, kő, St. Ulrich-Ausztria, 2001)
- Tavirózsa (gipsz, Hévíz, 2000)
- Vágó Pál (bronz, Jászapáti, 2000)
- Szent István (bronz, Balatonfüred, 2000)
- Szent István lovasszobra (bronz, Csenger, 2000)
- Jókai Mór emlékmű (bronz, Budapest, XII. ker., Diana park, 2000)
- Magyar forradalmak emlékműve (kő, Kisszállás, 1998)
- 1996 a Tudomány éve (kő, bronz, Flagstaff-USA, 1996)
- Áldozati emlékmű (bronz, márvány, gránit, Szombathely, Március 15. tér, 1995)
- Fábián Dezső, Kárpáti György (bronz, kő, Budapest-FTC Sportcentrum, 1994)
- IV. Béla király (carrarai márvány, Körmend, 1994)
- Fráter Erzsébet (bronz, gránit, Balassagyarmat-Fráter Erzsébet Kollégium, 1992)
- Szeriális kő szobrok (Szardínia-Olaszország, 1990)
- Szondy György (bronz, márvány, Balassagyarmat, 1990)
- Torzó (kő, Kassel-Németország, 1988)
- József Attila (bronz, fa, Sopron, 1988)

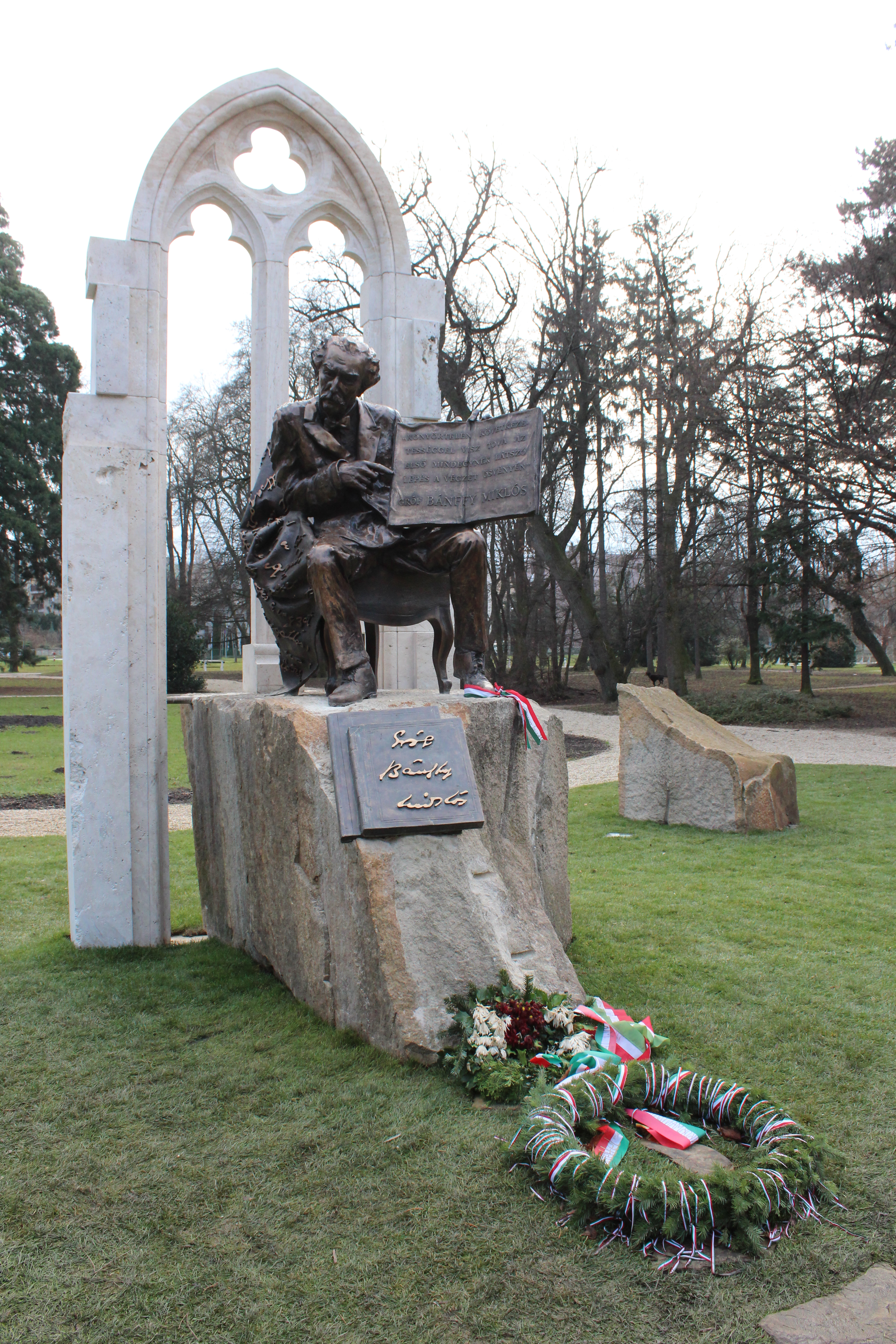
Bánffy Miklós (Sopron)
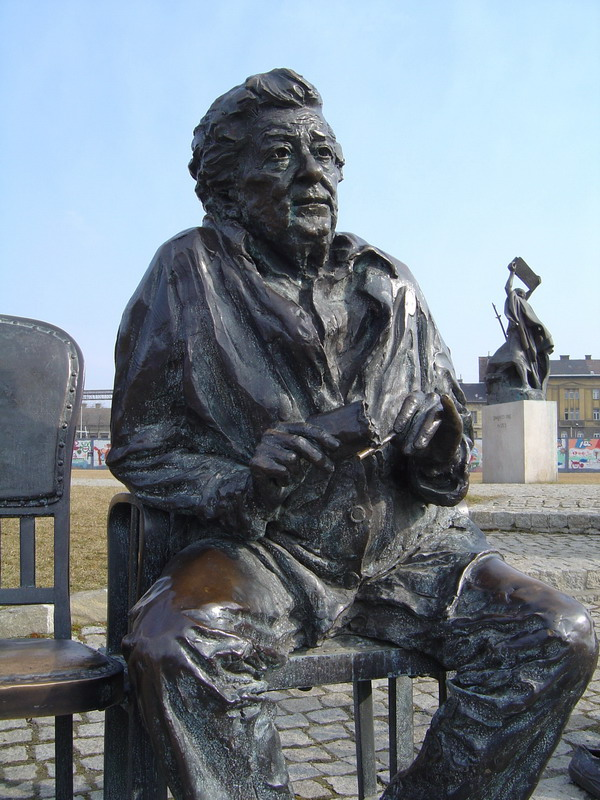
Gobbi Hilda (Budapest)
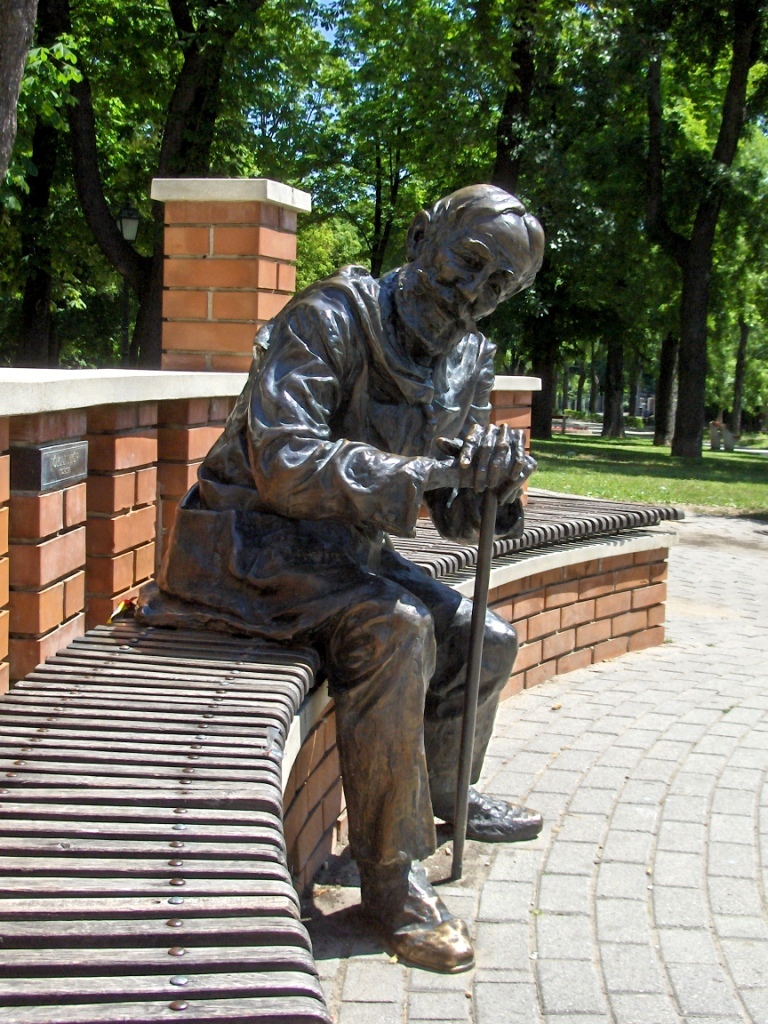
Jókai Mór (Budapest)
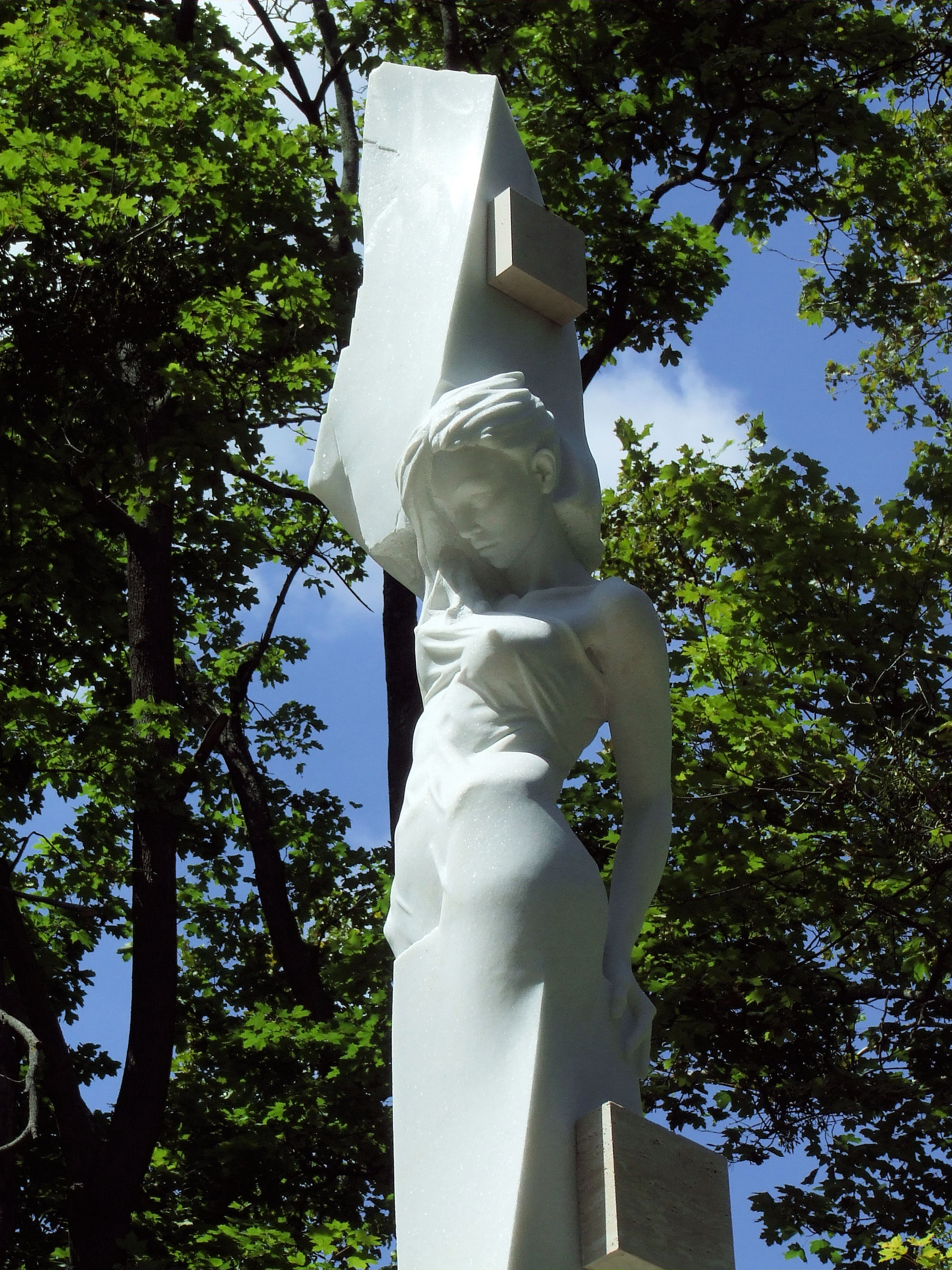
Trianon-emlékmű (Kaposvár)
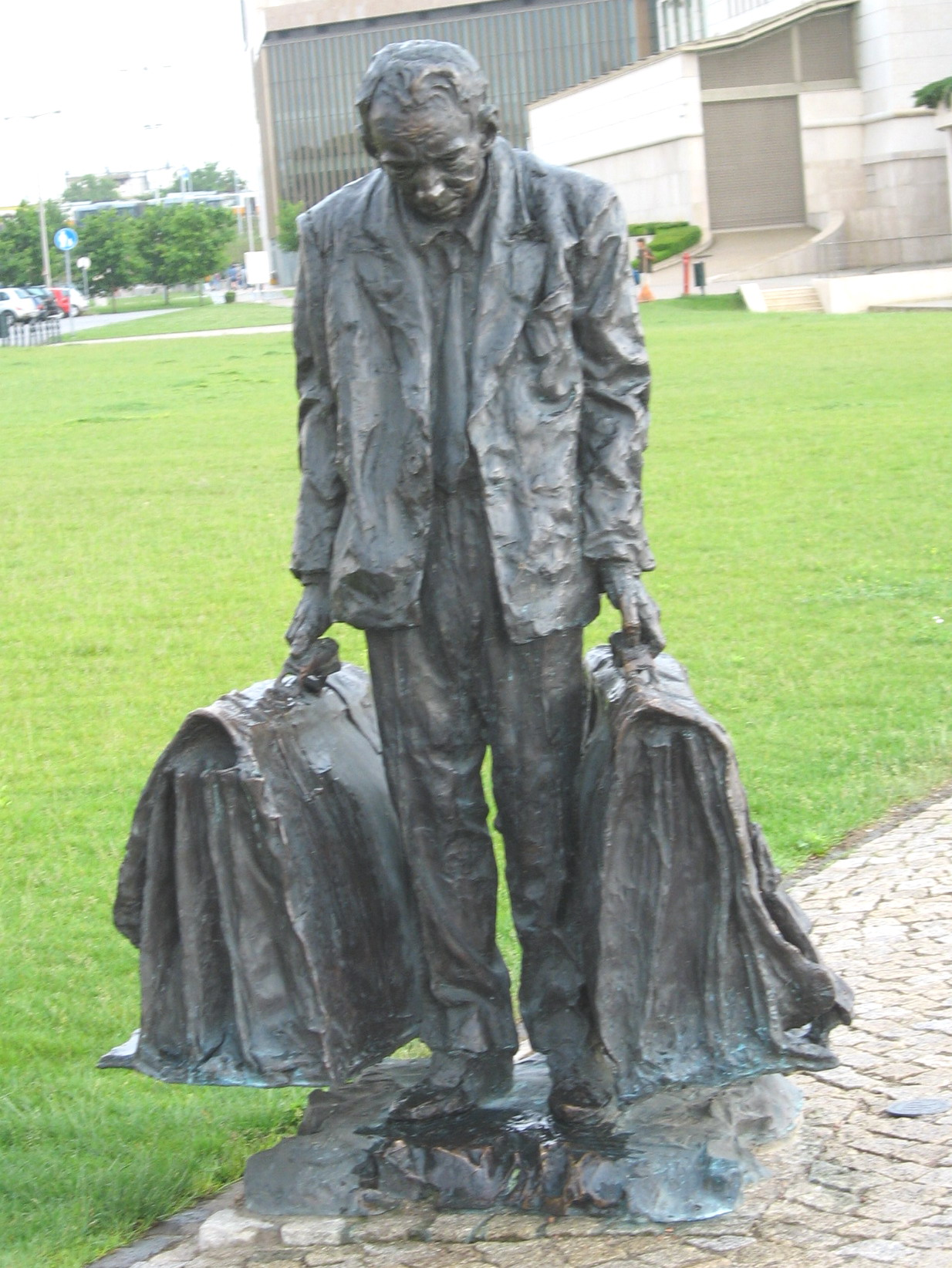
Timár József (Budapest)
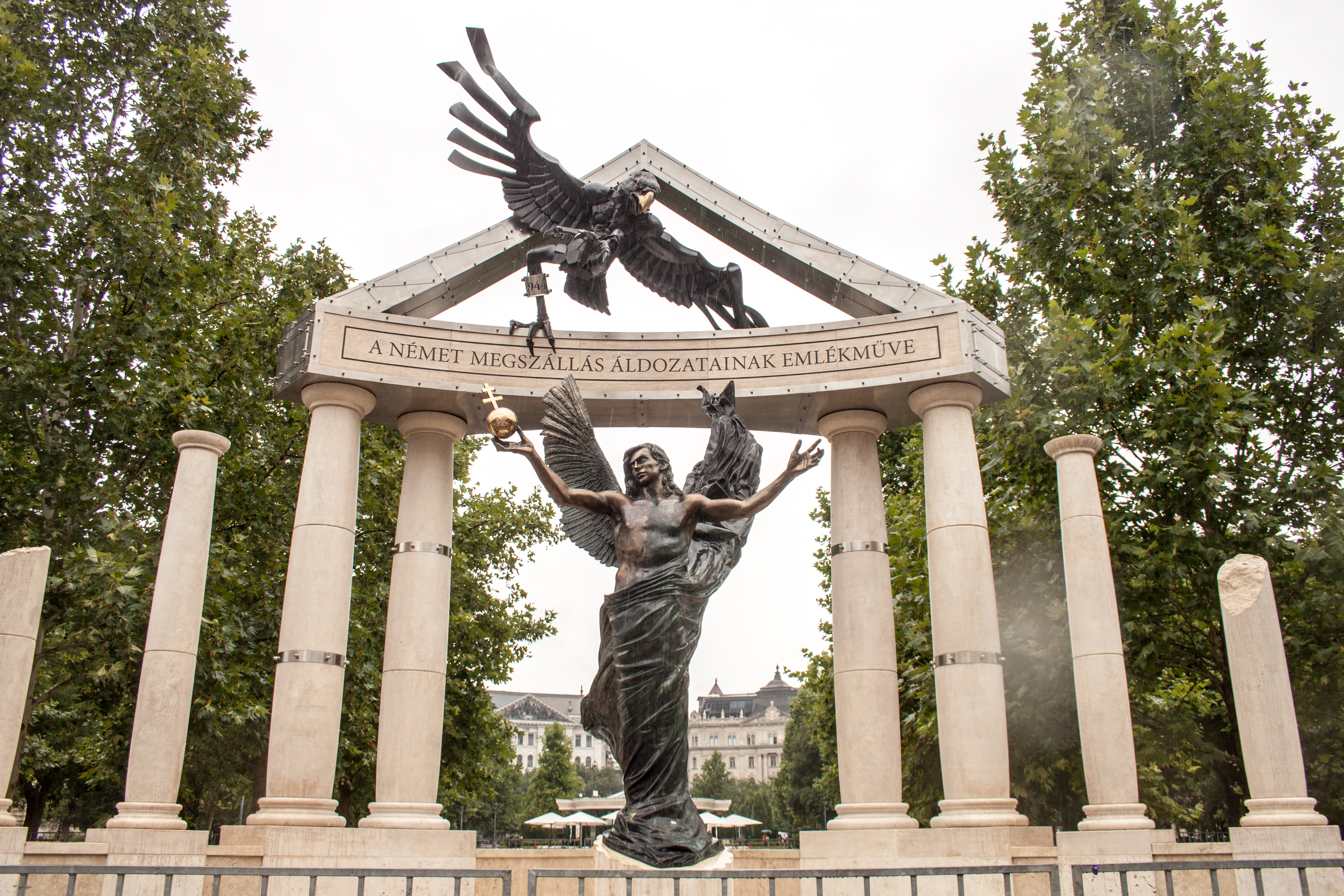
A német megszállás áldozatainak emlékműve (Budapest)
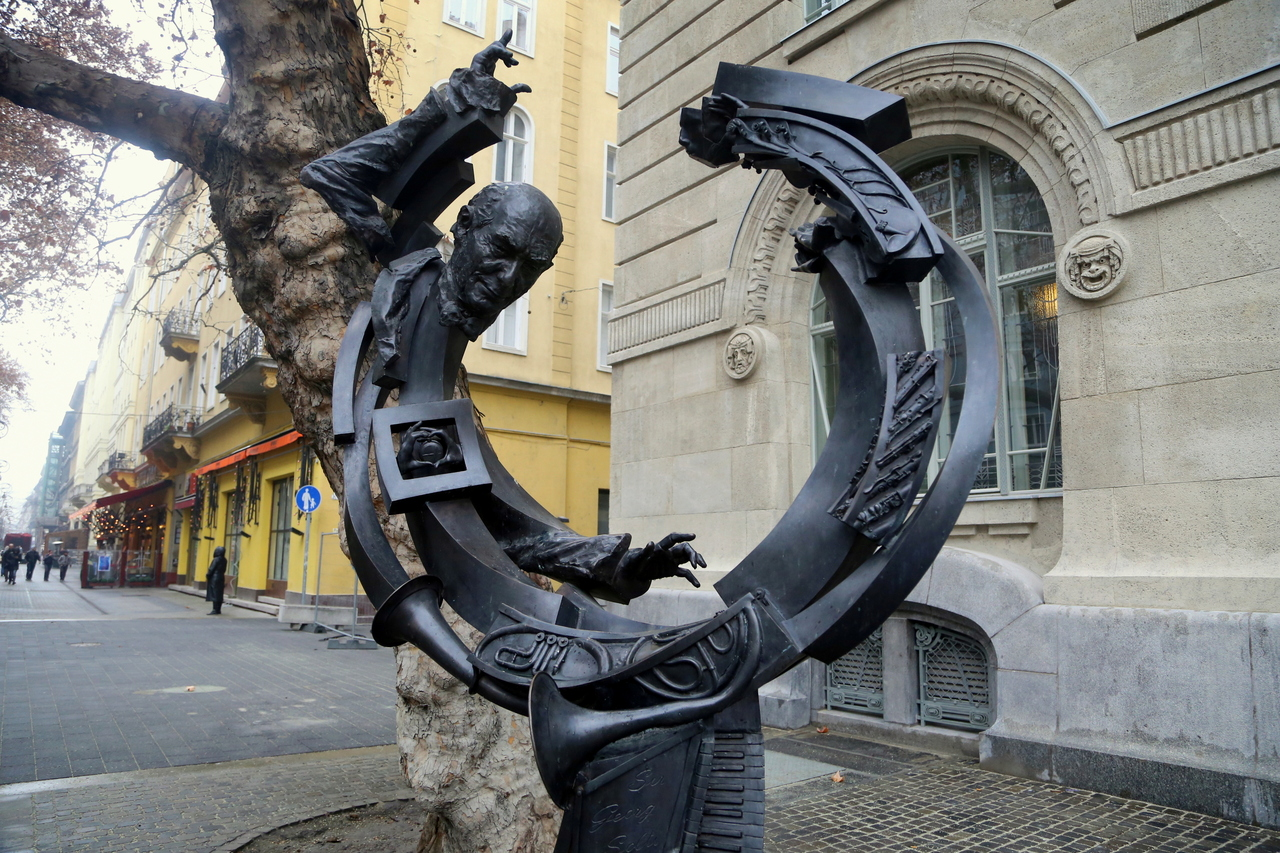
Solti György szobra a Zeneakadémiánál
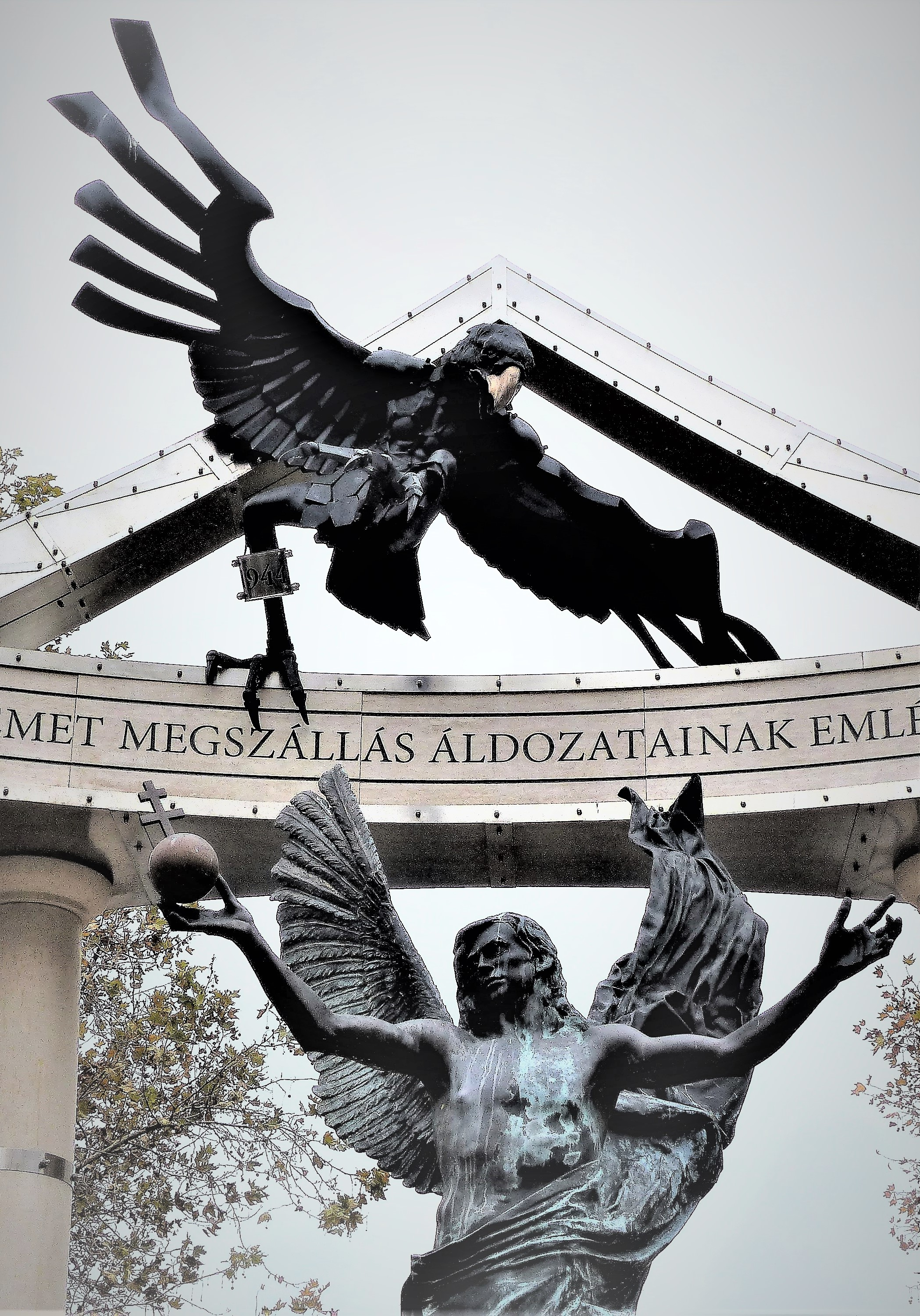
A német megszállás áldozatainak

## Egyéni és válogatott csoportos kiállítások
- 2012  Összetartozunk című csoportos kiállítás, Forrás Galéria, Budapest
- 2011  Forrás Galéria, Budapest
- 2011  Magyar művészet című kiállítás, Kínai Szépművészeti Múzeum, Peking
- 2010 	Boldogasszony c. kiállítás a Forrás Galériában, Budapest
- 2010  Nemzetközi Képzőművészeti Kiállítás és Vásár, Shanghai, Kína
- 2010  Magyar Szobrásztársaság kiállítása, Budapest, Vízivárosi Galéria
- 2009  Firenzei Biennálé
- 2009  Invité d'honneur - XI. M.C.A. Exposition Internationale, Cannes, Franciaország
- 2008  F Csoport vándorkiállítás Erdélyben: Csíkszereda, Kolozsvár, Sepsiszentgyörgy
- 2008  X. Le Monde de La Culture et Des Arts - M.C.A. Exposition Internationale, Cannes, Franciaország
- 2008  Guangzhou International Art Fair, Kanton, Kína
- 2008  Magyar Szobrásztársaság kiállítása, Budapest, Vízivárosi Galéria
- 2007  XVII. Regards Sur Les Arts - Lamballe, Franciaország
- 2007  Elysé de l'Art, Párizs, Franciaország
- 2007  Guangzhou International Art Fair, Kanton, Kína
- 2007  IX. Le Monde de La Culture et Des Arts - M.C.A. Exposition Internationale, Cannes, Franciaország
- 2007  Magyar Szobrásztársaság kiállítása Szentendrén Malom Kiállítóházban
- 2006  Zalaegerszeg, Filep Sándor festőművésszel
- 2006  10th Anniversary of The Hungarian Sculptors Society Hamilton Newjersey, USA
- 2006  XVI. Regards Sur Les Arts - Lamballe, Franciaország
- 2005  Villiers-Fossard, Szabó Ákos festőművésszel, Franciaország
- 2005  Szabó Ákossal közös kiállítás Normandiában
- 2005  Galerie de Tourgéville, Tourgéville, Franciaország
- 2005  Ducey, Franciaország
- 2005  XV. Regards Sur Les Arts - Lamballe, Franciaország
- 2005  Veszprém, Magyarország F csoport közös kiállítása
- 2004  Invité d'honneur - a Bretagne-i szalonkiállítás díszvendége, Lamballe, Franciaország
- 2004  Invité d'honneur a 14. Regards sur les arts kiállításon, Lamballe, Franciaország
- 2004  Székesfehérvár, Magyarország F csoport (Figurális művészek csoportja)
- 2002  Forradalmi realizmus, Bér Rudinó festőművésszel, Budapesti Kempinski Szálló
- 2002  Realista álmok c. kiállítás. Le Canet, Franciaország
- 2002  Bér Rudinóval közös kiállítás a budapesti Kempinski Szállodában
- 2001  Ericsson Galéria, Budapest
- 2001  Pfister Galéria, Budapest
- 2001  Szobrászaton innen és túl, Műcsarnok, Budapest
- 1999  Mester és tanítványa, Melocco Miklóssal, Vízivárosi Galéria, Budapest
- 1999  Budapest Galéria, Budapest
- 1997  Új Gresham Kör kiállítása, Budapest
- 1997  Magyar Szalon, Műcsarnok, Budapest
- 1996 	Szobrok, fotók, rajzok - Northern Arizona Art Museum, Flagstaff, USA
- 1995 	Zichy Galéria - Leiden, Hollandia
- 1995  Helyzetkép/Magyar szobrászat, Műcsarnok, Budapest
- 1993 	Lassított lónézés - Magyar Képzőművészeti Főiskola, Budapest
- 1993 II. Erzsébet királynő tiszteletére rendezett kiállítás, Brit Nagykövetség, Budapest
- 1991 	Szobrok - Horváth Endre Galéria, Balassagyarmat
- 1991  Kőszobrász szimpozium, Quartu Sant'Elena-Szardínia, Olaszország
- 1990 	Oltre il muro, Miláno, Olaszország
- 1990  Margitszigeti Víztorony
- 1989 	Baudelaire, Francia Intézet, Budapest
- 1989  Szent István emlékezete, Magyar Képzőművészeti Főiskola

## Díjai
- 2022 Magyar Művészetért díj
- 2021 Kossuth-díj[1]
- 2019 Munkácsy Mihály-díj
- 2018 A Magyar Érdemrend tisztikeresztje [2]
- 2009 Gundel művészeti díj
- 2008 Duna Televízió Magyar Csillagok díja
- 2008 Le Monde de la Culture et des Arts - M.C.A Exposition Internationale, Franciaország Arany Plakett I. Nagydíj
- 2008 Közönségdíj Cannes városának kitüntetése
- 2007 Le Monde de la Culture et des Arts - M.C.A. Exposition Internationale, Franciaország Arany Plakett III. Nagydíj, Franciaország
- 2002 Balassagyarmat díszpolgára
- 1998  Magyar Művészeti Akadémia Arany Oklevele
- 1998  Magyarország Koller-díj, Budapest, Magyarország
- 1997  Dunaújváros köztéri szoborpályázatának III. díja
- 1997  Magyarország Budapest köztéri szoborpályázat különdíja
- 1997  Balassagyarmat Város Horváth Endre díja, Magyarország
- 1994 	Szombathely Város köztéri szoborpályázatának I. és III. díja, Magyarország
- 1993  Érd Város köztéri szoborpályázatának I. díja, Magyarország
- 1993 	Szécsény Város Őszi Tárlatának Nagydíja, Magyarország
- 1991  I.Szardínia szigetén, Qartu S .Elena-án rendezett Kőszobrász Sympozium I. díja, Olaszország
- 1990 	Magyar Művelődési Minisztérium Díja, Oltár c. alkotásért, Magyarország